# طاجين

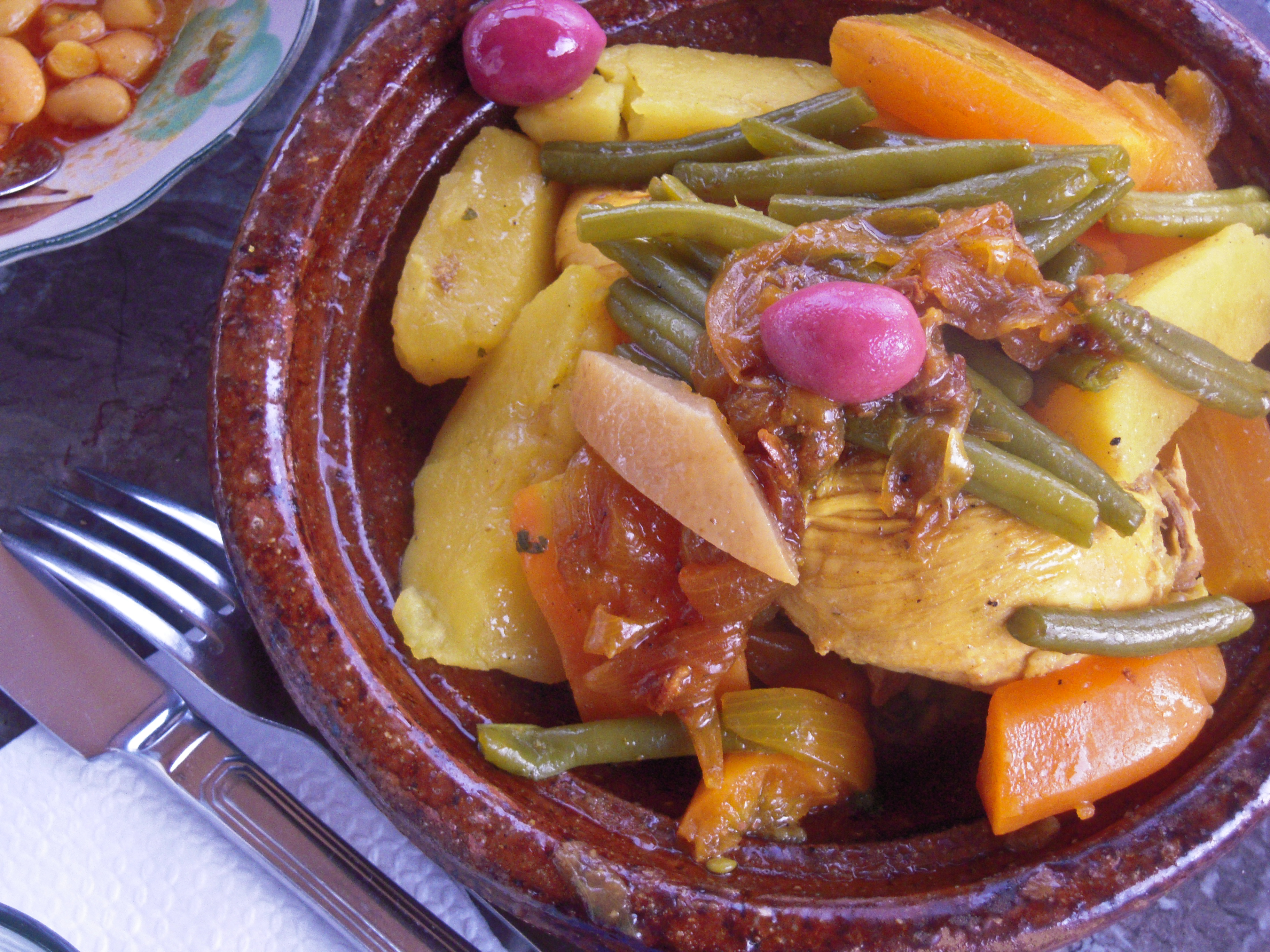
طاجن بالدجاج والخضروات.

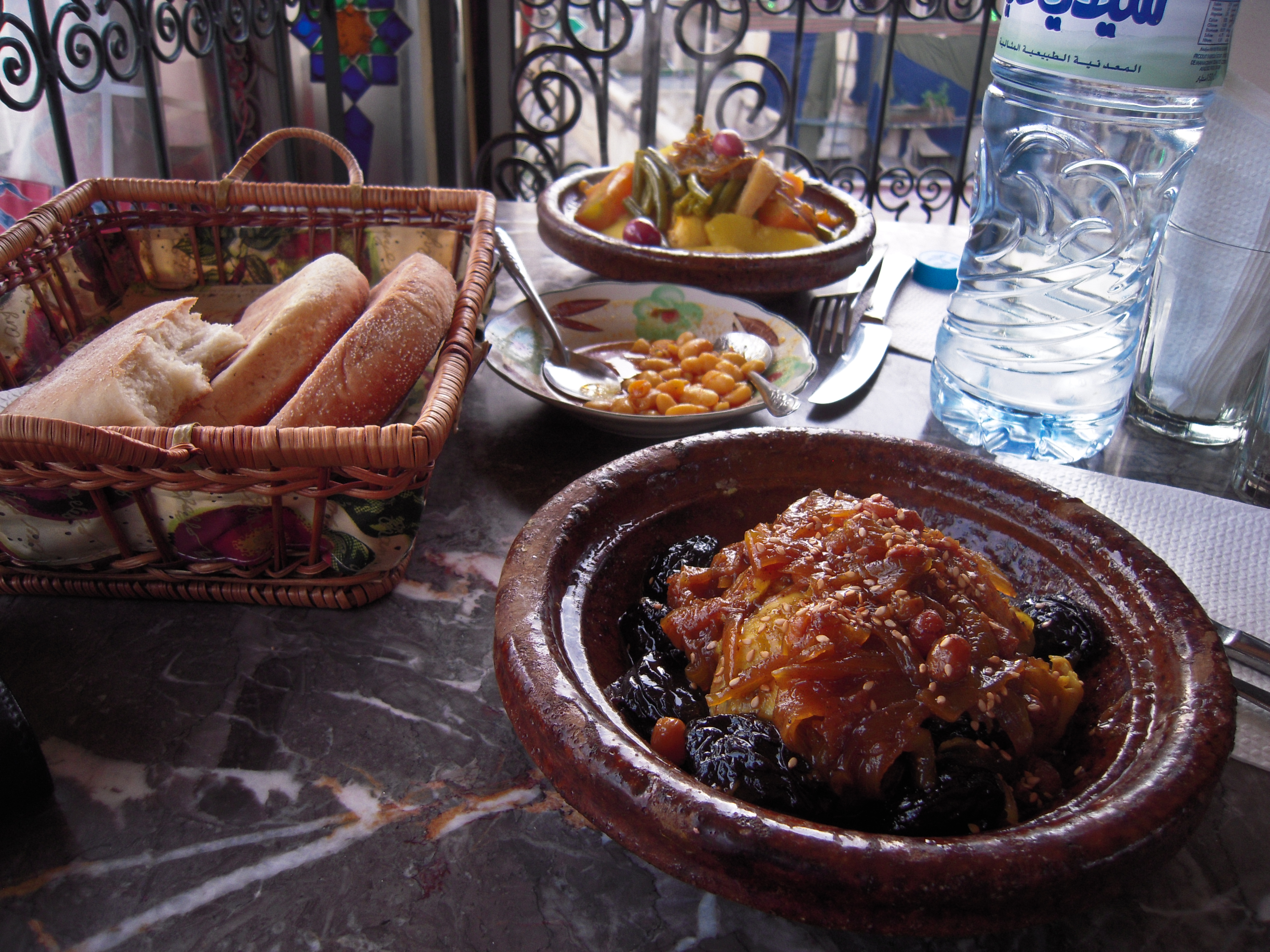
طاجن مغربي باللحم والبرقوق.

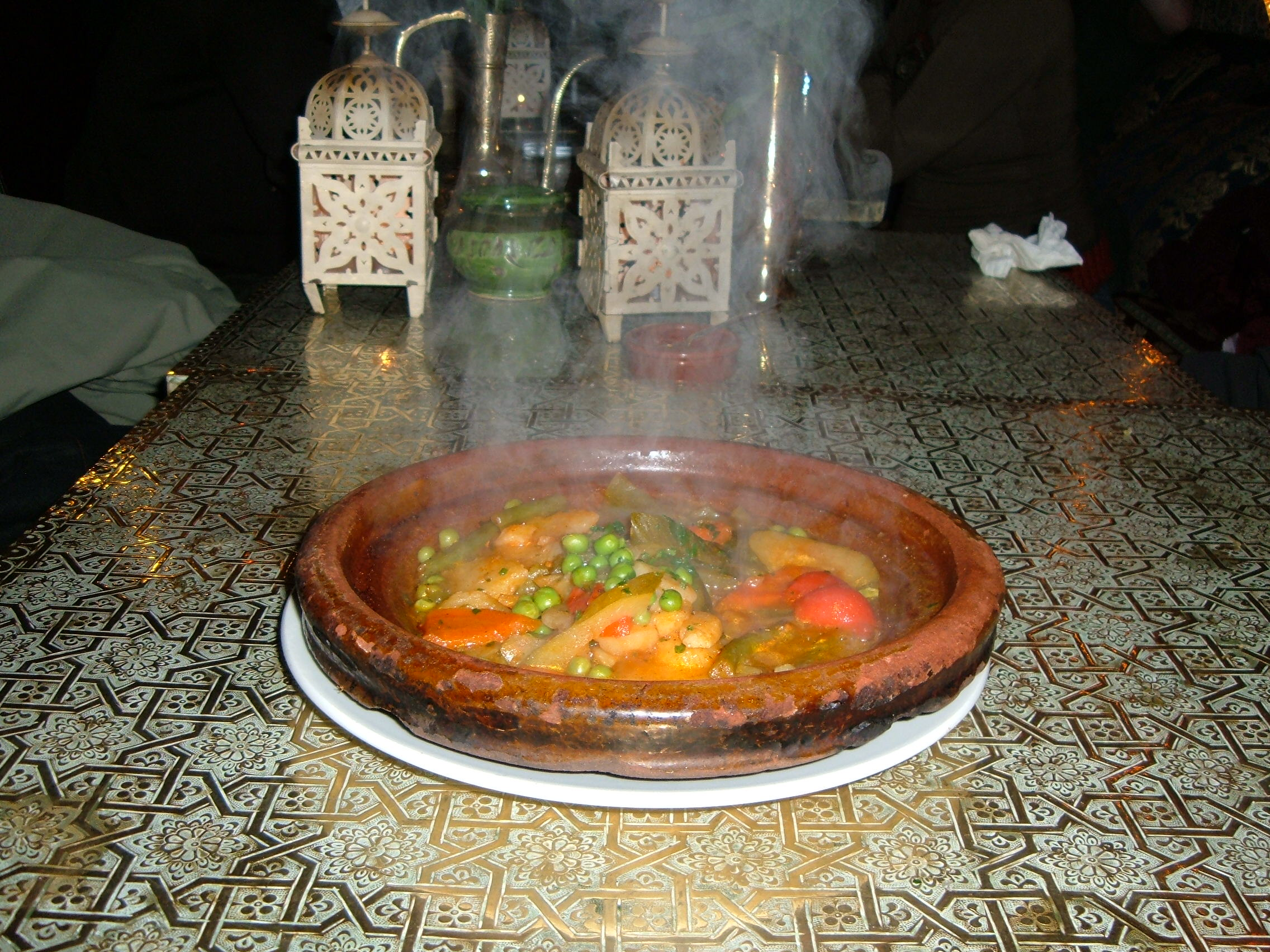
طاجن بالخضر مُقدم بمطعم مغربي بلندن.

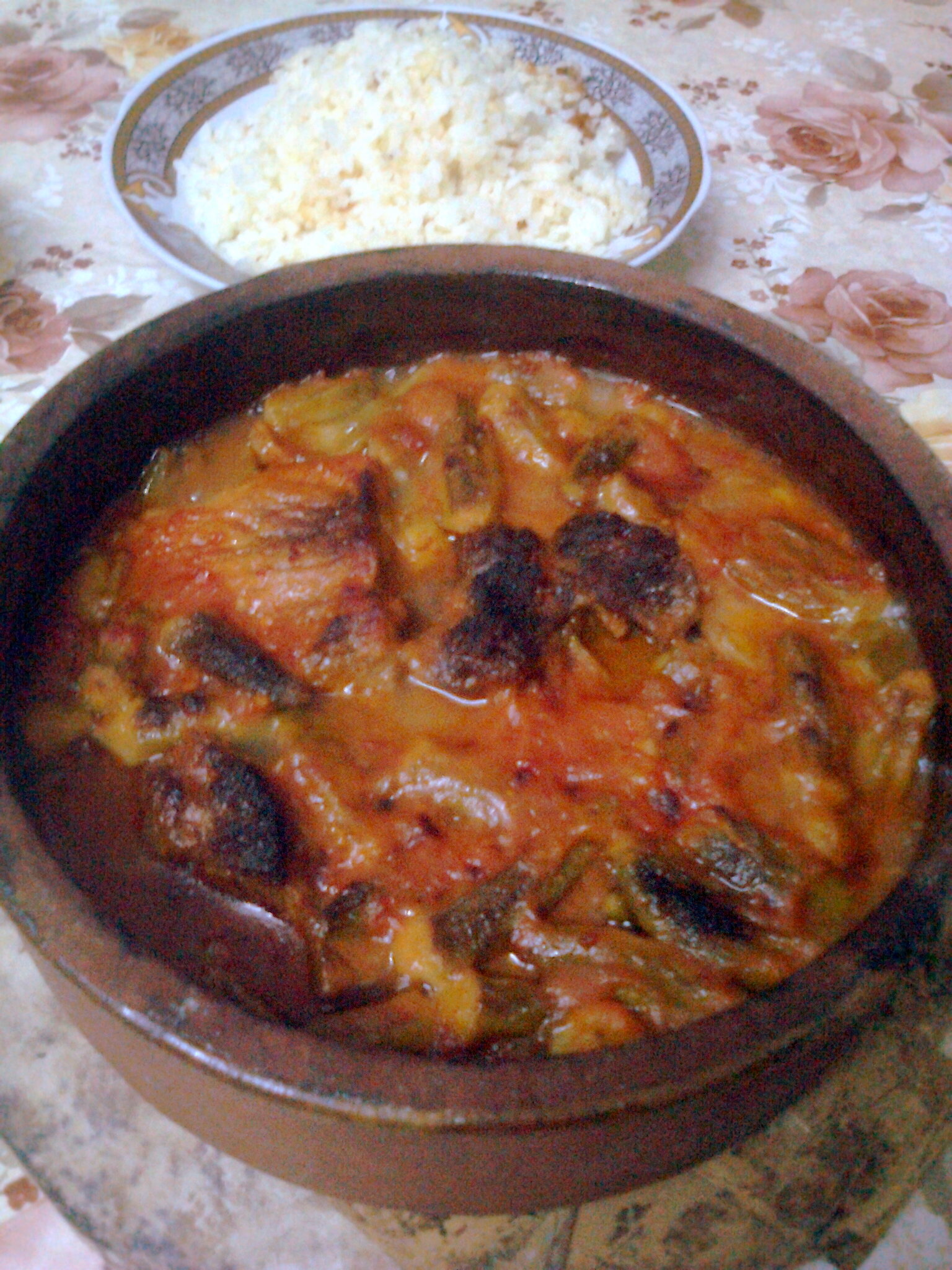
طاجن بامية باللحمة

الطاجِن أو الطاجين، كما ينطق في المغرب العربي، هو في آن واحد اسم آنية طينية والأكلة المغربية التي تحضر فيها من المغرب العربي ويعتبر من أشهر الأطباق التقليدية في المغرب ويتكون إناء الطاجن التقليدي كليا من الطين الثقيل الذي يكون أحيانا مزركش أو مزجج. وهو يتألف من جزئين، القاعدة وهي تقعير مسطح بجانب دائري مرتفع قليلا، أما الغطاء فهو عبارة عن قبة على شكل مخروط الذي يوضع على القاعدة أثناء الطهي. والغطاء مصمم هكذا ليدفع بالمرق المتبخر إلى القاع. والقاعدة مصممة لتستعمل كصحن للتقديم عندما يُرفع الغطاء عنها ومن أهم المآثر التاريخية المغاربية.

## تسمية
شهد في كتاب «لسان العرب» أن كلمة «طاجن» معرَّبة لأَن الطاء والجيم لا يجتمعان في أَصل كلام العرب: «طجن: الطاجن: المقلى، وهو بالفارسية تابه. والطجن: قلوك عليه، دخيل. قال الليث: أهملت الجيم والطاء في الثلاثي الصحيح، ووجدناها مستعملة بعضها عربية وبعضها معربة، فمن المعرب قولهم: طجنة بلد معروف، وقولهم للطابق الذي يقلى عليه اللحم الطاجن، وقلية مطجنة، والعامة تقول: مطنجنة. الجوهري: الطيجن والطاجن يقلى فيه، وكلاهما معرب لأن الطاء والجيم لا يجتمعان في أصل كلام العرب.»
كما أكد الباحثون أن كلمة "طاجين" كلمة يعود أصلها إلى اللغة الأمازيغية: ⵟⴰⵊⵉⵏ (طاجين/tajin) كما تشاركها اللغة الفينيقية القديمة في المعنى: τήγανον / têganon و تعني آنية الطبخ أو المقلاة.
أبرز باول بيير (باللغة الفرنسية: Paul Peyre) اللغوي المتخصص في علم التأثيل، الجذر المشترك بين كلمة الطبق تيان بروفنسال (باللغة البروفنسالية: Tian provençal) وهي كلمة من أصل بروفنسالي و كلمة طاجين و هي كلمة من أصل أمازيغي تشير أيضًا إلى آنية الطبخ. نجد بالفعل التناسق t / i-j / n مشتركًا.
و أكد اللغوي المعجمي آلان ري أن الكلمة الفرنسية تيان (باللغة الفرنسية: Tian) يعود أصلها إلى الكلمة البروفنسالية تيان (بالبروفنسالية: Tian) و يعد أصلها مشترك مع كلمة طاجين باللغة الأمازيغية والفينيقية.

#### لكلمة طاجين عدة معاني
طاجين كلمة عامة يختلف استخدام الكلمة في شمال إفريقيا.
في المغرب، يشير الطاجين المغربي إلى آنية طبخ فريدة من نوعها مشتقة من الحرف الأمازيغية المغربية مكونة من قطعتين من الطين الأحمر يسمى تاجين، وله غطاء مخروطي الشكل و ذلك الطاجين معروف بإسم "الطاجين المغربي". يصنع في المغرب على الطريقة التقليدية باستعمال الأيادي.
أما في الجزائر، معنى كلمة طاجين تختلف أيضا عن الطاجين المغربي حيث كلمة طاجين في الجزائر تطلق على كل الآنية، كالقدر والمِقلاة. لقد عرف الطاجين المغربي إنتشارا واسعا في الجزائر ووجد قبولا كبير في الجزائر خصوصا بمدينة تلمسان. يفسر هذا الإقبال بانجذاب عشاق الطاجين المغربي إلى جغرافيا المدينة القريبة من المغرب، مثلما يحدث عادة في المناطق الحدودية.
في تونس، الطاجين له معنى مختلفة و يشير إلى طبق آخر: الطاجين التونسي عبارة عن لحم يخلط بالبيض ويطهي في الفرن ثم يقطع أجزاء.

## تاريخ
الطاجين هو آنية وطبق يجمع المغرب العربي يحضر على نار خفيفة ولساعات عدة، مما يؤدي إلى انفصال اللحم عن العظم وتمازج نكهة الخضروات باللحم والمرق. للغطاء مقبض يُمكن بيد واحدة رفعه بسهولة لإضافة المكونات أو التوابل أو المرق إذا لزم الأمر.

## أنواع
أطباق الطاجن الشهيرة هي:
- المقلي: بالدجاج والليمون
- كفتة: كريات اللحم والطماطم
- مروزية: لحم الحمل، والزبيب واللوز

مكونات أخرى للطاجن يمكن أن تشمل أي منتوج مثل: حمامة، الاسماك، اللحم، والفواكه المجففة والزيتون والخضار. عادة ما تكون لاطباق الطاجن نكهه مع القرفة والزنجبيل والزعفران والثوم ورأس الحانوت، الكمون، والفلفل. كثيرا ما يضاف السفرجل إلى اللحم.

## أخرى
سنة 2013 وأثناء محاكاة لسطح المريخ من طرف رواد فضاء تابعين لوكالة ناسا الأمريكية في جزر هاواي البركانية، استعمل الطاجين المغربي مع ثلات أطباق أخرى لإطعام رواد الفضاء على اعتباره من الأطباق التي تجعل اللحوم المجففة بالتجميد أكثر لذة.

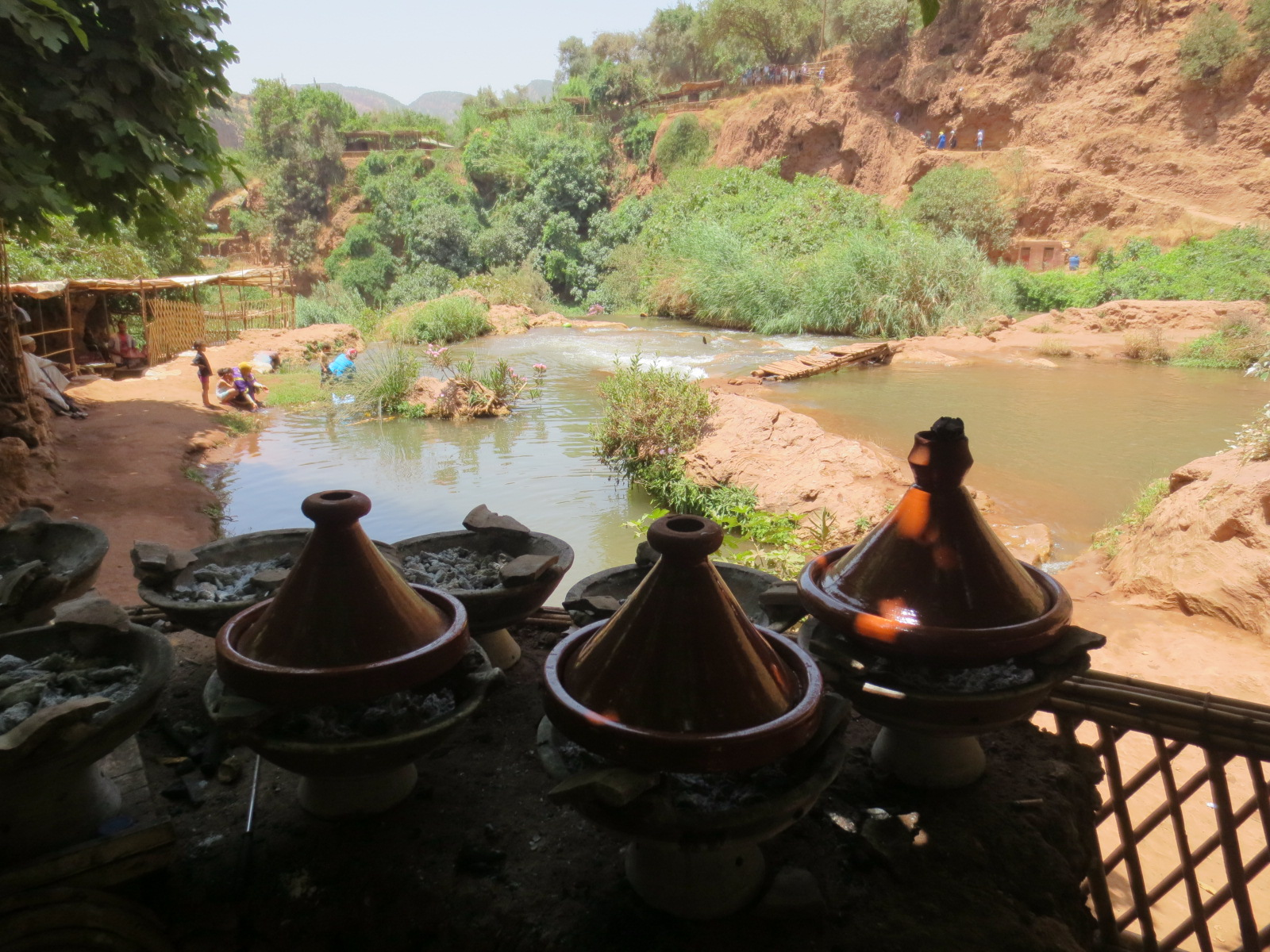
أطباق الطاجن عند شلالات أوزود.

## معرض صور

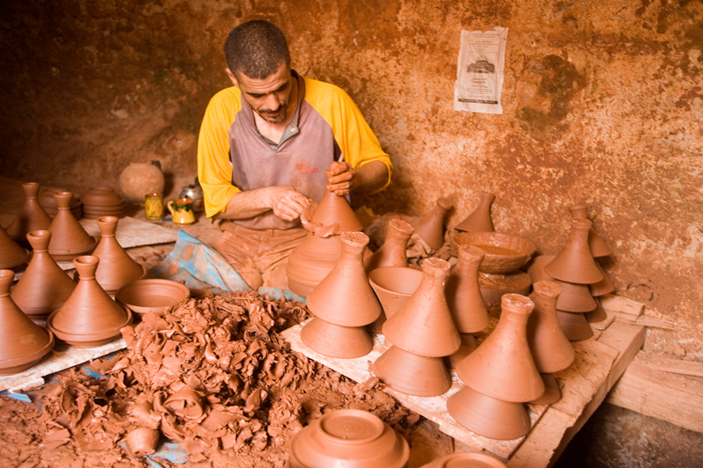
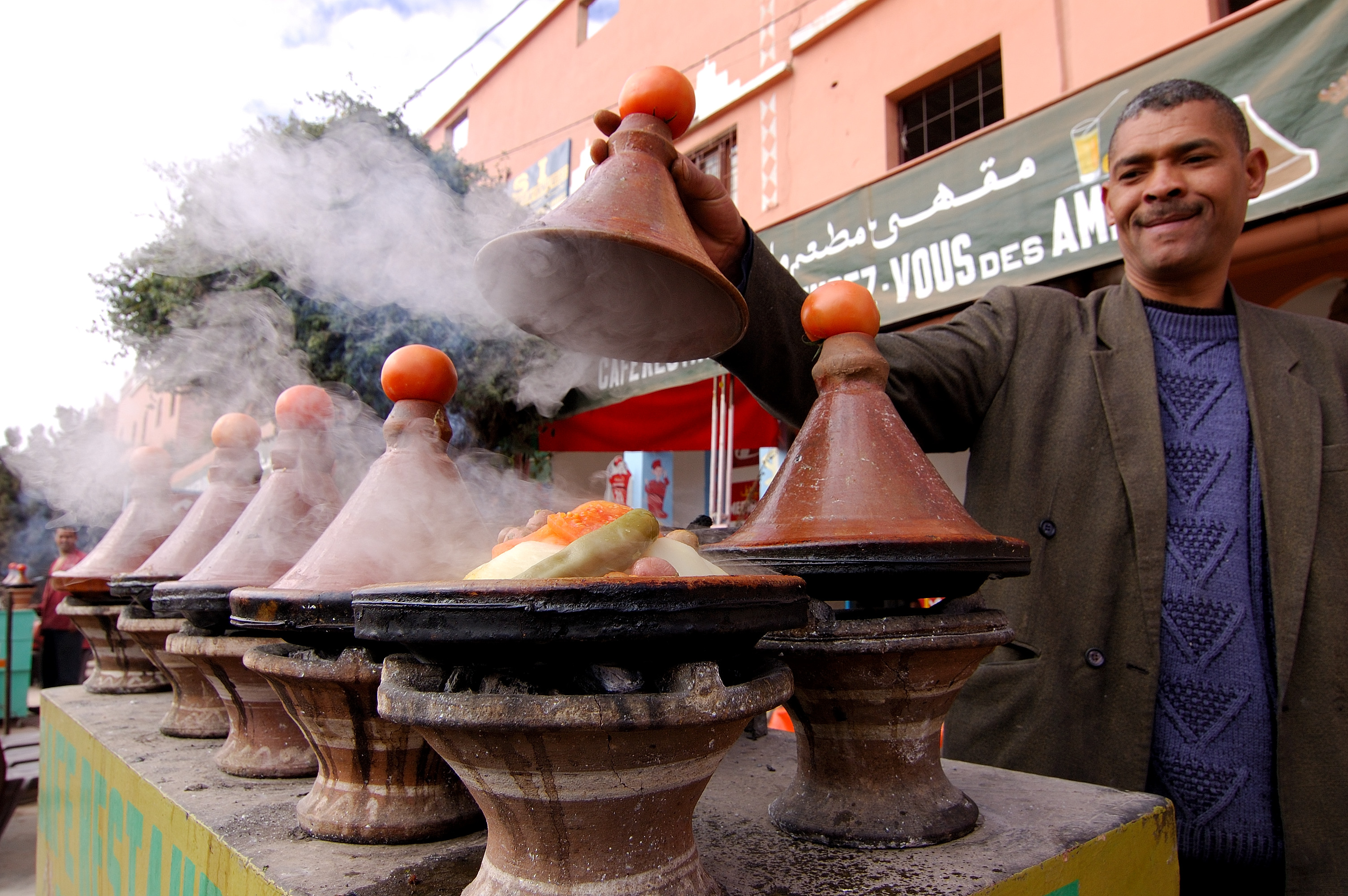
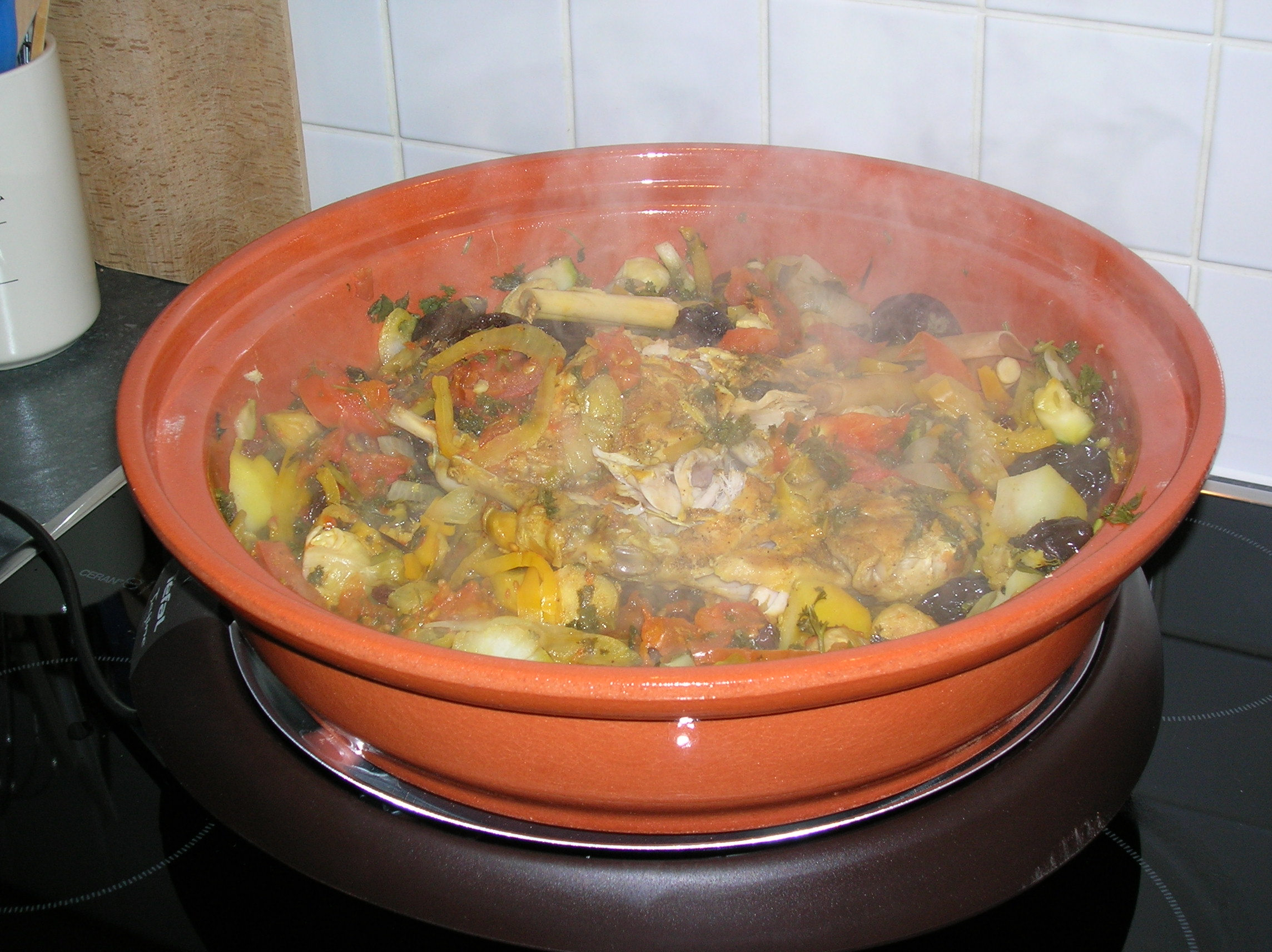

## وصلات خارجية

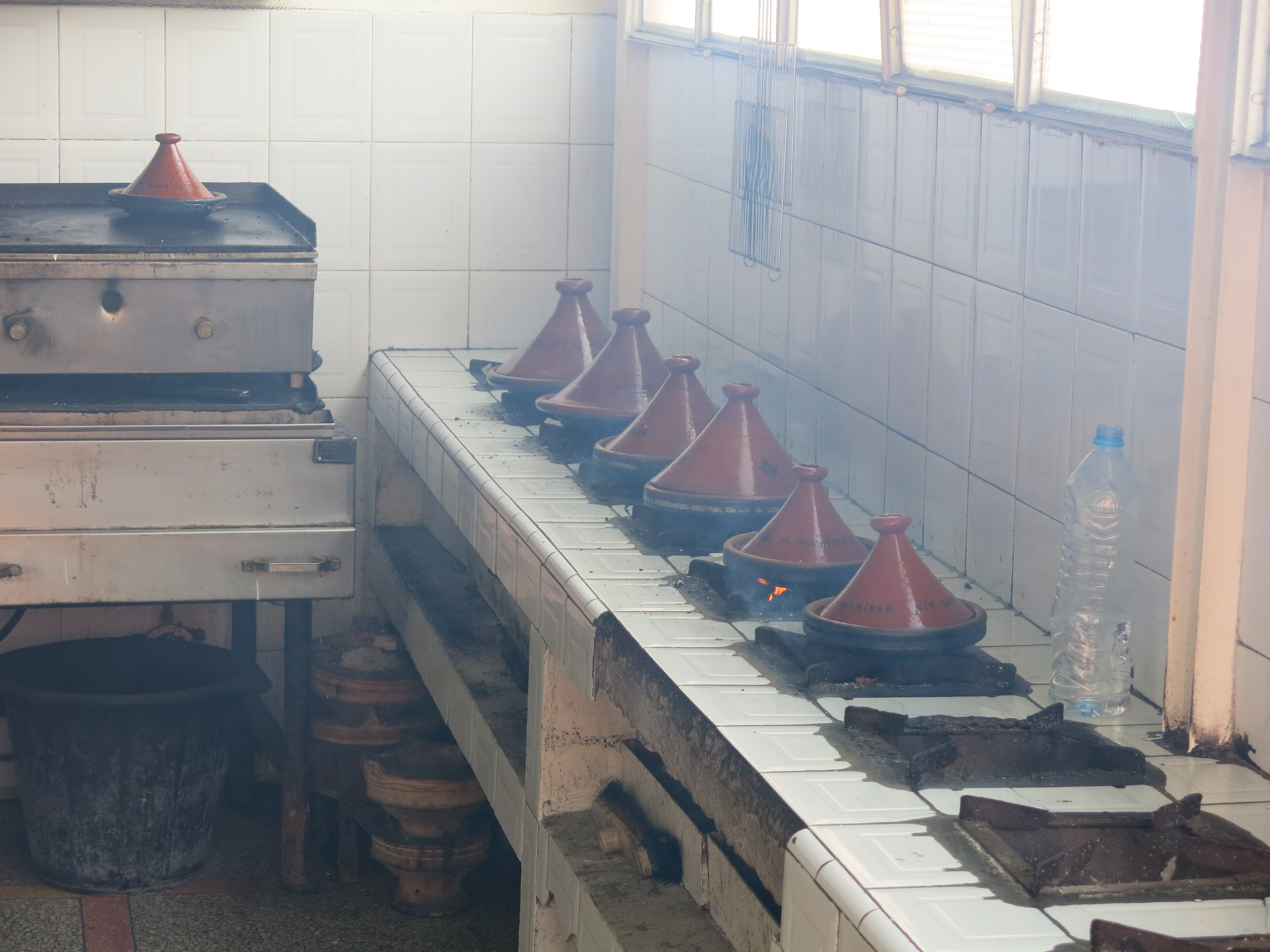
طهو الطواجين في آيت باها، المغرب.

- صورة لأكبر طاجن فل العالم بمدينة أسفي المغربية
- طواجين
- الطاجن، ثقافة المغرب ب 128 وصفة (بالفرنسية)
- وصفة الطاجن بلحم الحمل (بالإنجليزية)
- وصفات الطاجن (بالعربية)
- وصفات الطاجن (بالهولندية)